# Zapadnofidžijski-rotumanski jezici
Zapadnofidžijski-rotumanski jezici, ogranak centralnopacifičkih jezika koji se govore na području Fidžija u Oceaniji. Sastoji se od dvije podskupine s ukupno tri jezika, to su: a) rotumanska podskupina s rotumanskim jezikom; b) zapadnofidžijska podskuupina s jezicima zapadnofidžijski [wyy] i namosi-naitasiri-serua [bwb].
Rotumanskim govori oko 9.000 ljudi (1991 UBS), poglavito na otoku Rotuma, ali i po prekomorskim zemljama. zapadnofidžijskim govori 57.000 govornika (Lincoln 1977) na otoku Waya i zapadnom dijelu otoka Viti Levu. Jezik Namosi-Naitasiri-Serua imenovan je po provincijama u kojima se govori, a njime se služi 1.630 ljudi (2000).
Centralnopacifičku skupinu jezika čini s istočnofidžijskim-polinezijskim jezicima.

## Vanjske poveznice
- Ethnologue (14th)
- Ethnologue (15th)